# Ziniaré
Ziniaré è un dipartimento del Burkina Faso classificato come città, capoluogo della provincia di Oubritenga, e della regione di Oubri.

## Suddivisione
Il dipartimento si compone del capoluogo e di altri 48 villaggi: Badnogo, Bagadogo, Barkoudouba, Barkuitenga, Basbedo, Betta, Bissiga-Peulh, Boalin, Boulba, Gam-Silimimossé, Gombogo, Gombogo-Peulh, Gondogo-Tandaaga, Gonsé, Ipala, Kartenga, Koada-Yarcé, Koassanga, Kolgondiessé, Koulgandogo, Koulgando-Peulh, Ladwenda, Laongo-Yanga, Matté, Moutti, Moyargo, Nabitenga, Nakamtenga I, Nakamtenga II, Namassa, Napamboubou-Saalin, Ouagatenga, Oubri-Yaoghin, Pilaga-Peulh, Rassempoughin, Sawana, Songpélcé, Tamassa, Tambogo-Peulh, Tamissi, Tampougtenga, Tanghin-Gombogo, Tanghin-Goudry, Tanpoko-Peulh, Taonsgo, Tibin e Ziga.

## Museo di Laongo
Nella città di Ziniaré c'è un museo "a cielo aperto" di sculture su pietra. A 30 km da Ouagadougou, prendendo la strada per Kaya in direzione orientale, si arriva al villaggio di Ziniaré dove si trova il sito di “Laongo”; nato nel 1989 su iniziativa di un artista Burkinabé, Sidiki Ki, che riunì una ventina di artisti africani per scolpire nella roccia granitica che affiora da quelle parti, delle opere veramente uniche; il risultato è sorprendente, in una zona completamente desolata si vedono affiorare queste rocce che prendono le forme più strane: un uccello, una piramide, la testa di una persona che si intravede fra le crepe di una roccia, ecc. Da allora altri artisti vengono in questo posto per dare libero sfogo alla loro immaginazione. Questo sito fa parte del patrimonio culturale Burkinabé.
http://www.fotogiulianelli.it/burkina/burkina_2/parco_delle_sculture.htm